# Кречетович, Иосиф Павлович
Ио́сиф Па́влович Кречето́вич (29 января [10 февраля] 1873, Хабовичи, Гродненская губерния — 12 июня 1933, Симферополь) — деятель обновленческого раскола, обновленческий митрополит Крымский.

## Биография
Родился 29 декабря 1873 году в деревне Хабовичи Кобринского уезда Гродненской губернии (Кобринский район Брестской области Белоруссии) в семье псаломщика.
В 1887 году окончил Жировицкое духовное училище. В 1893 году окончил Литовскую духовную семинарию и поступил в Московскую Духовную Академию, которую окончил в 1897 году со степенью кандидата богословия.
Был женат на дочери протоиерея Ярославской епархии Елизавете Александровне Ярославской; дети — Вера, Серафим, Иоасаф, Ирина.
8 августа 1897 года назначен инспектором классов Оренбургского епархиального женского училища и прослужил на этой должности до ноября 1902 года. С 1904 года преподаватель Саратовской духовной семинарии.
Как отмечал он сам: «За пять лет моей первой службы я глубоко сроднился с населением г. Оренбурга. Внимание выразилось, между прочим, в избрании меня почётным членом Оренбургского комитета попечительства о народной трезвости, каковым я состою и доселе… Всё время своей жизни вне Оренбурга я поддерживал с ним самое живое общение. Путём долгих архивных изысканий за время своего пребывания вне Оренбурга я составил, изданный Императорским обществом истории и древностей российских при Московском университете и приветствованный прессой разного направления труд — „Крестьянская реформа в Оренбургском крае“ (том I). Для издания второго тома мне необходимо было вновь обратиться к изучению местных архивов, и я с этой целью явился в г. Оренбург 1 августа 1911 г. Конечно, я приехал в Оренбург не как ректор Оренбургской духовной семинарии, а как преподаватель Саратовской семинарии. Но приехал я именно для изучения одной из самых важных сторон жизни Оренбургского края и тем, значит, для ещё большего закрепления своей связи с краем. Во время своего пребывания в Оренбурге я не закончил своей ученой работы только потому, что получил из Санкт-Петербурга верное сообщение об имеющем на днях состояться моём переводе в Оренбург. Я поспешил, поэтому, 8 августа в день своего назначения выехать за семьёй, чтобы успеть к новому учебному году явиться к месту службы».
В 1911—1915 годы — ректор Оренбургской духовной семинарии, почётный член Оренбургской ученой архивной комиссии.
Занимался историей местного края периода подготовки и проведения крестьянской реформы 1861 года. Из подготовленной им обширной монографии опубликован первый том — «Крестьянская реформа в Оренбургском крае (подготовка реформы)». М., 1911 г.
Определением Святейшего Синода № 1478 от 23 — 25 февраля 1915 года был назначен ректором Екатеринославской Духовной семинарии; Определением от 18 ноября 1917 года перемещён ректором Витебской духовной семинарии.
В 1917 г. участник Всероссийского съезда духовенства и мирян в Москве.
1 марта 1919 года назначен настоятелем Екатерининской церкви на Киево-Лукояновском кладбище. 21 января 1920 года назначен настоятелем Покровской церкви села Ромашки Белоцерковского уезда Киевской губернии (ныне Ракитнянского района, Киевской области).
В 1923 годы уклонился в обновленческий раскол.
20 июня 1923 года, будучи в браке, хиротонисан во епископа Уманского, викария Киевской обновленческой епархии.
С 11 января 1924 года — епископ Изюмский, викарий Харьковской обновленческой епархии.
16 сентября 1924 года возведён в сан архиепископа и назначен архиепископом Полтавским и Прилукским.
Поддерживал украинизацию Церкви на Украине. Пользовался репутацией редкого проходимца.
Выступал с докладом об автокефалии на приходившем с 11 по 15 ноября 1924 года в Харькове «Всеукраинском предсоборном совещании». По его словам, первый Всеукраинский Собор, не допустивший отделения Украинской Церкви, принес не мир, а раздор. Митрополиты Антоний (Храповицкий), Михаил (Ермаков), Патриарх Тихон, по Кречетовичу, — противники автокефалии и потому злейшие враги Украинской Церкви. Чаяния украинского народа нашли выражение, когда была провозглашена автокефалия, которую, в принципе, готов был признать Второй обновленческий всероссийский собор и признало предсоборное совещание в Москве. Другой доклад лжеархиепископа Иосифа был посвящён борьбе с православной Церковью, или, как она именовалась у него, «тихоновщиной». По иронии судьбы автокефалию как Украинской, так и Белорусской обновленческих церквей упразднили сами же обновленцы 20 декабря 1934 года годов в изменившихся политических условиях.
27 января 1925 года вошел в состав Всероссийского съезда Пленума обновленческого Священного Синода.
В мае 1925 года участник 2-го Всеукраинского поместного собора. Присутствовал в октябре том же 1925 года на втором обновленческом Всероссийском Соборе с решающим голосом и произнёс речь на нём.
В мае-июне 1926 года участник 3-го Белорусского церковного собора. В 1926 году избран делегатом на предстоящий Вселенский Собор от «Белорусской Церкви».
С 2 июня 1926 года — обновленческий митрополит Белорусский, согласно избранию «III Белорусского Собора».
В феврале 1927 года участник 1-го Всесоюзного миссионерского совещания.
С 22 марта 1928 года — обновленческий митрополит Крымский. Прибыл в Симферополь 11 июля 1928 года.
В сентябре 1929 года митрополит Иосиф Кречетович был арестован органами ГПУ по политическому доносу общины Александро-Невского кафедрального собора Симферополя за «антисоветскую пропаганду».
В апреле 1929 года назначен митрополитом Вятским и Слободским. Назначения не принял.
17 сентября 1929 года был арестован. 29 ноября того же года постановлением Особого совещания при коллегии ОГПУ приговорён к трём годам концлагеря. Этапирован в Бутырскую тюрьму. 1 декабря того же года наказание изменено на 3 года тюремного заключение. Этапирован в Ярославский политизолятор. 15 июня 1932 года постановлением Особого совещания при коллегии ОГПУ освобождён с разрешением свободного проживания на всей территории СССР.
Скончался 12 июня 1933 года в Симферополе, не принеся покаяния. Похоронен на Всехсвятском кладбище в Симферополе (Крым). Реабилитирован в 1994 году.

## Сочинения
- Исторический очерк Кунчеровской одноклассной церковно-приходской школы. — 1908. — (рукопись).
- Крестьянская реформа в Оренбургском крае (подготовка реформы). — М., 1911.
- Записки о значении народного образования, о поведении священников, служителей церкви, монахов (рукопись).
- Записка Ю. Ф. Самарина с примечаниями Кречетовича по вопросу понижения оброка и отвода крестьянам земли. — 1915.
- Переписка с женой, детьми и другими лицами (1904—1924)
- Послание епископа Иосифа гражданину Василию Белавину (б. патриарху Тихону) // Тульские епархиальные ведомости. 1924. — № 1. — С. 9-16.
- Доклад о предстоящем Вселенском Соборе и об истор. и канон. основаниях автокефалии Украинской Церкви // Церковное Обновление. — 1925. — № 9. — С. 75.
- Происхождение и сущность самосвятства липковцев. — Харьков: Всеукраинский Свящ. Синод, 1925. — 44 с.